# Diego Cavalieri
Diego Cavalieri (* 1. prosinec 1982, São Paulo, Brazílie) je brazilský fotbalový brankář, který od roku 2019 hraje za brazilský tým Botafogo. Má italské předky a má italské i brazilské státní občanství.